# Chris Miller (Animator)

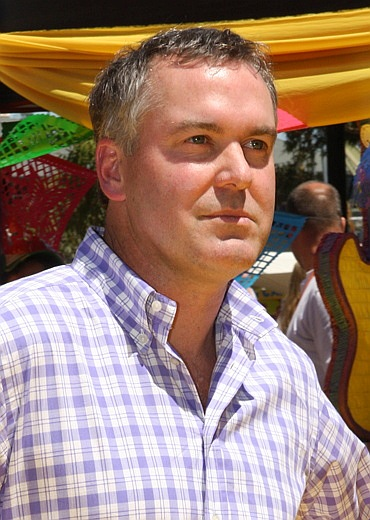
Chris Miller (2011)

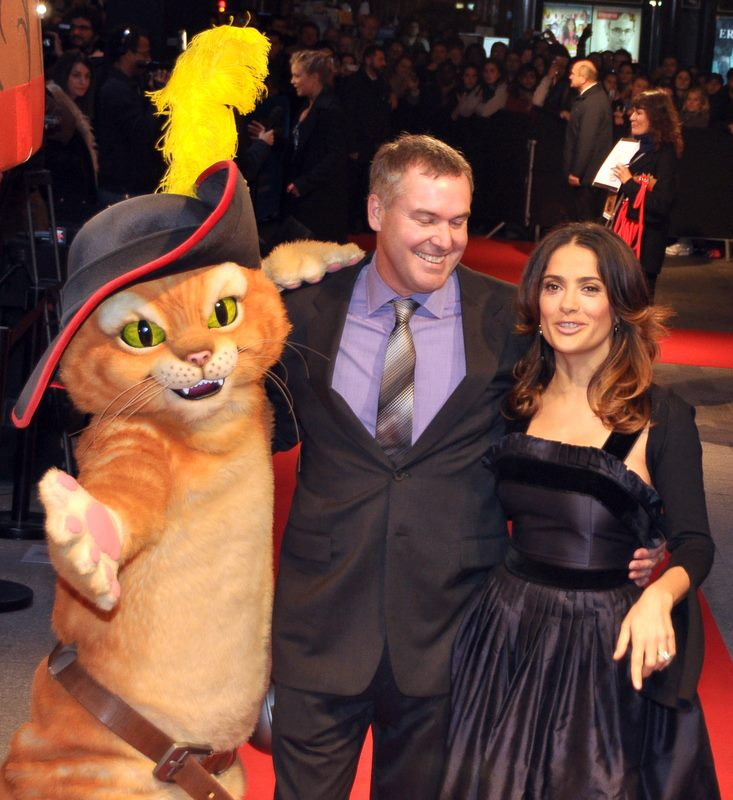
Chris Miller

Christopher „Chris“ Miller (* 1968) ist ein US-amerikanischer Synchronsprecher, Stimmenimitator, Schauspieler, Drehbuchautor und Regisseur.

## Leben und Karriere
Chris Miller hat schon als Kind gern gezeichnet und Daumenkinos oder Klappbüchlein hergestellt. Er studierte am California Institute of Arts (CalArts) und arbeitet seit 1998 für das Filmstudio DreamWorks SKG. Als Drehbuchautor verfasste Miller zusätzliche Dialoge für die Filme Shrek – Der tollkühne Held und er vertonte die Stimmen für den Magic Mirror (Magischer Spiegel) und die Figur Gepetto in diesem Film. Auch für Shrek 2 – Der tollkühne Held kehrt zurück schrieb er mehrere Dialoge, bevor für Shrek der Dritte schließlich für das komplette Drehbuch zuständig war und Regie führte.
Mit Der gestiefelte Kater aus dem Jahr 2011 inszenierte er schließlich seinen zweiten Langfilm und wurde dafür 2012 für den Oscar nominiert.
Als Synchronsprecher ist er vor allem für die Sprechrolle des Kowalski aus den Madagascar-Filmen bekannt.

## Filmografie (Auswahl)
- 2001: Shrek – Der tollkühne Held (Shrek)
- 2004: Shrek 2 – Der tollkühne Held kehrt zurück (Shrek 2)
- 2005: Madagascar
- 2005: Die Madagascar-Pinguine in vorweihnachtlicher Mission (The Madagascar Penguins in A Christmas Caper)
- 2007: Shrek der Dritte (Shrek the Third, auch Regie)
- 2008: Madagascar 2 (Madagascar: Escape 2 Africa)
- 2009: Monsters vs. Aliens
- 2010: Für immer Shrek (Shrek Forever After)
- 2011: Der gestiefelte Kater (Puss in Boots, Regie, auch als 3D-Version)
- 2012: Madagascar 3: Flucht durch Europa (Madagascar 3: Europe’s Most Wanted)
- 2025: Die Schlümpfe: Der große Kinofilm (Smurfs, Regie)